# Liguria zászlaja
Liguria zászlaját 1985. január 15-én fogadták el, függőleges osztatú, zöld-vörös-kék trikolorként. A vörös mező közepén egy vitorláshajó jelképes ábrázolása látható. A vitorlán Liguria jelképét Szent György vörös keresztjét ábrázolták, mely korábban Genova, és a rövid ideig fennállt Ligur Köztársaság zászlaján is szerepelt. A vitorla így kialakult negyedeiben ezüstszínű, hatágú csillagok találhatók. A zászló oldalainak aránya 2:3.